# 郊区 (晋城市)
晋城市郊区，旧区名，山西已撤消的市辖区。
1983年7月，撤销晋城县，设县级晋城市。1985年由晋城市升为地级市，分设城区、郊区二区。治今山西省泽州县南村镇。1996年撤销郊区，改设泽州县。